# Mehdi Zana
Mehdi Zana (* 20. Dezember 1940 in Silvan, Provinz Diyarbakır) ist ein kurdischer Politiker, ehemaliger Bürgermeister von Diyarbakır in der Türkei und Ehemann von Leyla Zana.

## Leben
1963 wurde er Mitglied der Arbeiterpartei der Türkei (TİP) und der Devrimci Doğu Kültür Ocakları. Von diesem Zeitpunkt an wird sein weiteres Leben bestimmt von langen Haftzeiten. Wieder und wieder wird er wegen seiner politischen Aktivitäten verhaftet und ins Gefängnis geworfen. Insgesamt verbrachte Mehdi Zana 16 Jahre hinter Gittern: 1967, 1971 bis 1974, 1980 bis 1991 und nochmals eineinhalb Jahre in der Zeit 1994 bis 1995. Es wurden ihm sogenannte „Meinungsverbrechen“ zur Last gelegt, weil er zum Beispiel Kurdisch gesprochen hatte, oder er hatte angeblich „nationale Gefühle“ verletzt oder aber die Abtrennung der kurdisch besiedelten Regionen vom türkischen Staatsgebiet angestrebt (so genannte „Separatismus-Propaganda“). 1975 heiratete der damals 34-jährige Mehdi Zana eine entfernte Verwandte, die zwanzig Jahre jüngere Leyla (* 3. Mai 1961). 1975 wird das erste Kind des Paares – Sohn Ronay – geboren.
1977 wurde Mehdi Zana mit Unterstützung der Sozialistischen Partei Kurdistans (Özgürlük Yolu) (deren Mitbegründer er ist) von 54 Prozent der Wahlberechtigten zum Bürgermeister von Diyarbakır, der „Hauptstadt“ des kurdisch besiedelten Ostens der Türkei, gewählt. In der Folge versuchte er die Lage der verarmten und diskriminierten Bevölkerung zu verbessern. Trotz leerer Kassen und Sperrung der Gelder für die Stadt vonseiten der türkischen Regierung baute er in den ärmsten Vierteln der Stadt eine Basisversorgung (z. B. Kanalisation, Elektrizität und Müllbeseitigung) auf.
Der Militärputsch vom 12. September 1980 stoppte alle diese Bemühungen und Pläne. Der Verhängung des Kriegsrechts, Auflösung des Parlaments, Verbot aller Parteien, Gewerkschaften und Vereine durch den nun ausschließlich aus Militärs bestehenden sogenannten Nationalen Sicherheitsrat (MGK – Milli Güvenlik Kurulu), folgte die landesweite Hetzjagd auf Mitglieder des türkischen Parlaments, Minister, Führern von politischen Parteien und Gruppierungen, Gewerkschafter, Akademiker und Journalisten – kurz, auf alle „Elemente“, die nach Auffassung der nun herrschenden Militärjunta nicht in ihr Bild der idealen kemalistischen Republik passten.
Nach dem Putsch wurden in der gesamten Türkei die Militärgefängnisse wieder in Betrieb genommen. 650.000 Menschen wurden aus politischen Gründen verhaftet. Auch Mehdi Zana wurde seines Amtes enthoben, am 24. September 1980 in Istanbul verhaftet, wegen „Separatismus-Propaganda“ angeklagt und eingekerkert – für die nächsten 11 Jahre seines Lebens. Zunächst in die Militärakademie Istanbul. „Die Zelle war 1,80 Meter lang, 1,80 hoch und 70 Zentimeter breit. Ich war wie lebendig im Sarg begraben.“
Es folgten grausamste Folterungen durch sadistische Gefängniswärter: Tagelange Dunkelhaft, Schläge, Fußtritte bis zur Bewusstlosigkeit, stundenlange Verhöre mit verbundenen Augen, Elektroschocks an den Genitalien, Scheinerschießungen. Nach über einem Monat wurde Zana zunächst ins Militärgefängnis Nr. 1 in Diyarbakır verlegt. Nach dem Putsch war das Gefängnis dem Militär unterstellt worden.
Schließlich erfolgte die Überführung in ein anderes Gefängnis in Diyarbakır, ein Gefängnis, das Zana in seinen Erinnerungen als „Hölle Nummer 5“ bezeichnete, wo die „Brutalität und der Sadismus der Wärter die menschliche Vorstellungskraft überstiegen“ (Mehdi Zana). 34 Menschen starben zwischen 1981 und 1984 in diesem Gefängnis, Dutzenden wurden irreparable Verletzungen zugefügt, nahezu jede Art von Folter wurde hier vom sadistischen Wachpersonal an den Gefangenen angewandt. Zwanzig (der 34) Menschen wurden in diesem Gefängnis zu Tode gefoltert, 5 starben während der zahlreichen Hungerstreiks, mit denen die Gefangenen versuchten sich zur Wehr zu setzen, 9 Menschen setzten ihrem Leben selbst ein Ende um den Folterqualen zu entkommen. Mehdi Zana wurde in noch zwei weitere Gefängnisse verlegt, beteiligte sich an insgesamt drei Hungerstreiks der Gefangenen. Im Mai 1991 wird er schließlich vorzeitig entlassen.
Zana lebte lange im schwedischen Exil und konnte 2004 in die Türkei zurückkehren.

## Namensänderung
Mehdi Zana wurde als Mehdi Bilici geboren. Doch in seiner aktiven Zeit bei TİP schrieb er mehrere Schriften als Reaktion gegen Nihal Atsız. Diese unterschrieb er mit Zana, der kurdischen Übersetzung seines Nachnamens. Als er wegen dieser Schriften vor Gericht kam, sagte er dem Richter, dass dies sein Nachname sei. Per Gerichtsentscheid wurde dann Zana als sein Nachname festgelegt.

## Bücher
- Mehdi Zana: Hölle Nr. 5. Tagebuch aus einem türkischen Gefängnis. ISBN 3-89533-209-7

## Belege
1. ↑  Profile of Mehdi Zana
2. ↑  Mehdi Zana'nın vefat haberi Kürtleri üzdü
3. ↑  kurdistan.org 26. Juni 1998: What I Witnessed in Diyarbakir Prison. The statement by Mehdi Zana an the occasion of the International Day in support of torture victims and survivors (Memento vom 20. April 2012 im Internet Archive)
4. ↑  Junge Welt 9. Oktober 2010: Der Unbeugsame
5. ↑  Junge Welt 9. Oktober 2010: Der Unbeugsame
6. ↑  Der Spiegel 31. Oktober 1983: Spiegel-Gespräch: „Wir schaffen eine völlig neue Türkei“. Ex-General und Parteichef Turgut Sunalp und sein Berater Kamran Inan über Folter, Militärdiktatur und Demokratie
7. ↑  Der Spiegel 31. Oktober 1983: In einer Minute hundert Jahre zurück. Das türkische Militär läßt wählen - bleibt aber weiter an der Macht.
8. ↑  Zeitschrift für linke Theorie: Kurze Geschichte des Widerstandes in den Gefängnissen seit 1980
9. ↑  taz 27. September 2010: Wie lebendig im Sarg begraben
10. ↑  kurdistan.org 26. Juni 1998: What I Witnessed in Diyarbakir Prison. The statement by Mehdi Zana an the occasion of the International Day in support of torture victims and survivors (Memento vom 20. April 2012 im Internet Archive)
11. ↑  taz 27. September 2010: Wie lebendig im Sarg begraben
12. ↑  kurdistan.org 26. Juni 1998: What I Witnessed in Diyarbakir Prison. The statement by Mehdi Zana an the occasion of the International Day in support of torture victims and survivors (Memento vom 20. April 2012 im Internet Archive)
13. ↑  taz 27. September 2010: Wie lebendig im Sarg begraben
14. ↑  Today’s Zaman 12. Oktober 2010: Victims seek legal redress for Diyarbakir Prison atrocities (Memento vom 13. Oktober 2010 im Internet Archive)

| Personendaten    | Personendaten        |
| ---------------- | -------------------- |
| NAME             | Zana, Mehdi          |
| ALTERNATIVNAMEN  | Bilici, Mehdi        |
| KURZBESCHREIBUNG | kurdischer Politiker |
| GEBURTSDATUM     | 20. Dezember 1940    |
| GEBURTSORT       | Silvan               |